# Ari Up
Ariane Daniela Forster (17. ledna 1962 Mnichov – 20. října 2010 Los Angeles), známá hlavně jako Ari Up; byla německá zpěvačka.
Jejím kmotrem byl zpěvák Udo Jürgens. Jejím otcem byl zpěvák Frank Forster, matka se jmenovala Nora. Vyrůstala s matkou, která v letech 1973 až 1976 chodila s kytaristou Chrisem Speddingem. Matka se v roce 1979 provdala za punkového zpěváka Johna Lydona, frontmana skupiny Sex Pistols. Vzhledem k tomu, že Ari Up vyrůstala v punkovém prostředí (rovněž Spedding neměl k této hudbě coby producent prvních nahrávek Sex Pistols daleko), založila v roce 1974, ve svých čtrnácti letech, s bubenicí Palmolive kapelu The Slits. Kapela později prošla řadou personálních obměn a Ari Up zůstala její jedinou stálou členkou. Skupina později vystupovala například coby předkapela skupiny The Clash. Kapela ukončila svou činnost v roce 1982.
Ari Up následně odešla se svým manželem a dvěma syny do pralesa v Indonésii a také Belize, kde žila s domorodci. Později se usadila na Jamajce. Vzhledem k nedostatečné péči o své děti, které údajně ještě coby teenageři neuměly číst a psát, byly dány k výchově její matky Nory a jejího manžela Johna Lydona. Ari Up také působila v kapele New Age Steppers. V roce 2005 vydala své první a jediné sólové album Dread More Dan Dead. V té době rovněž obnovila skupinu The Slits, byť se zcela vyměněnými hudebníky. V roce 2008 přispěla na album Repentance jamajského hudebníka Leeho „Scratch“ Perryho. V roce 2008 jí byl nalezen karcinom prsu, avšak kvůli tomu, aby nepřišla o své dredy, odmítla podstoupit chemoterapii. Zemřela roku 2010 ve věku 48 let.